# Ange-Gardien
Ange-Gardien är en kommun i provinsen Québec i Kanada. Den ligger i regionen Montérégie, i den sydöstra delen av landet, 220 km öster om huvudstaden Ottawa. Kommunen bildades 1997 genom sammanslagning av bykommmunen L'Ange-Gardien, även kallad Ange-Gardien-de-Rouville, och socknen Saint-Ange-Gardien. Tätorten (centre de population) har behållit namnet L'Ange-Gardien.